# Aucklandella pyrastis
Aucklandella pyrastis är en stekelart som först beskrevs av Cameron 1901.  Aucklandella pyrastis ingår i släktet Aucklandella och familjen brokparasitsteklar. Inga underarter finns listade.